# Ihor Voz'njak
Ihor Voz'njak (in ucraino: Ігор Возьняк; Łypyci, 3 agosto 1952) è un arcivescovo cattolico ucraino.
Dal 10 novembre 2005 è arcieparca di Leopoli.

## Biografia
Ihor Voz'njak è nato il 3 agosto 1952 nel villaggio di Łypyci, nell'Oblast' di Leopoli, in Unione Sovietica (attuale Ucraina). Veniva da una famiglia di insegnanti. Dal 1959 al 1969 ha frequentato il liceo, e dopo il diploma, è andato a Nikopol', dove ha ricevuto una formazione tecnica lavorando in una fabbrica. Successivamente, dal 1970 al 1972, è stato costretto al servizio militare obbligatorio nell'esercito sovietico, che ha svolto in Kazakistan.

### Formazione e ministero sacerdotale
Dopo aver terminato il servizio militare, ha deciso di seguire la sua vocazione sacerdotale, così nel 1973 ha deciso di entrare segretamente nel monastero della Congregazione del Santissimo Redentore a Leopoli. Nel 1974, ha iniziato il suo noviziato nell'Ordine, e l'anno successivo, il 1975, ha pronunciato i primi voti.
Quell'anno, ha deciso di entrare nel Seminario sotterraneo di Leopoli, dove ha cominciato a studiare filosofia e teologia. Su suggerimento di un abate, nel 1977 si è trasferito a Vinnycja, dove tre anni dopo ha terminato i suoi studi da seminarista, laureandosi.
È stato ordinato presbitero in segreto il 23 novembre 1980, a Vinnycja, dall'arcivescovo Volodymyr Sterniuk, arcivescovo titolare di Marcianopoli ed ausiliare di Leopoli. Il 2 luglio 1981, ha professato i voti solenni. Il suo primo incarico pastorale, lo ha svolto come sacerdote dell'Arcieparchia di Leopoli. Durante quel periodo, ha sostenuto i sacerdoti locali, alcuni dei quali svolgevano il loro ministero pastorale in segreto.
Nel 1989 ha continuato il suo ministero sacerdotale nella Cattedrale dell'Immacolata Concezione della Beata Vergine Maria, nell'Eparchia di Ternopil'-Zboriv. Nel 1990, stato eletto Superiore Provinciale della Congregazione del Santissimo Redentore, incarico che ha tenuto fino al 1996. Durante questo periodo ha continuato il suo lavoro pastorale, concentrandosi sulla predicazione e sul rifugio di monaci, monache e laici perseguitati.
Nel 2001, è andato ad approfondire ulteriormente i suoi studi a Roma, ottenendo una licenza cattolica in teologia. Nel mese di agosto dello stesso anno, è stato nominato assistente presso il Seminario dei Redentoristi in Polonia.

### Ministero episcopale
Papa Giovanni Paolo II, l'11 gennaio 2002, lo ha nominato vescovo titolare di Nisa di Licia, e contemporaneamente vescovo ausiliare di Leopoli. La sua consacrazione episcopale è avvenuta il 17 febbraio 2002, nella Cattedrale di Leopoli, per mano del cardinale Ljubomyr Huzar, arcieparca di Leopoli. Co-consacranti sono stati Michael Bzdel, arcieparca di Winnipeg e Mykhajlo Sabryha, eparca di Ternopil'-Zboriv.
Il 6 dicembre 2004, quando la sede dell'Arcivescovo maggiore della Chiesa greco-cattolica Ucraina è stata portata da Leopoli a Kiev, il cardinale Ljubomyr Huzar ha assunto il titolo di Arcivescovato maggiore di Kiev-Halyč, lasciando vacante la sede di Leopoli. Dopo la decisione di un Sinodo, svoltosi dal 5 al 12 ottobre 2004, Ihor Voz'njak è stato nominato arcieparca di Leopoli. Papa Benedetto XVI, a quel punto, ha confermato e benedetto tale nomina. Il suo ministero è iniziato a partire il 10 novembre 2005, il giorno in cui ha canonicamente preso possesso della Cattedra di Leopoli.
Dopo la rinuncia per motivi d'età del cardinale Ljubomyr Huzar, è stato l'amministratore apostolico dell'Arcivescovato maggiore di Kiev-Halyč dal 10 febbraio al 25 marzo 2011, fino alla conferma della nomina del nuovo arcivescovo maggiore, Svjatoslav Ševčuk, consacrato vescovo tempo addietro dallo stesso Voz'njak.

## Genealogia episcopale e successione apostolica
La genealogia episcopale è:
- Patriarca Geremia II Tranos
- Arcivescovo Michal Rahoza
- Arcivescovo Hipacy Pociej
- Arcivescovo Iosif Rucki
- Arcivescovo Antin Selava
- Arcivescovo Havryil Kolenda
- Arcivescovo Kyprian Žochovs'kyj
- Arcivescovo Lev Zaleski
- Arcivescovo Jurij Vynnyc'kyj
- Arcivescovo Luka Lev Kiszka
- Vescovo György Bizánczy
- Vescovo Inocențiu Micu-Klein, O.S.B.M.
- Vescovo Mihály Emánuel Olsavszky, O.S.B.M.
- Vescovo Vasilije Božičković, O.S.B.M.
- Vescovo Grigore Maior, O.S.B.M.
- Vescovo Ioan Bob
- Vescovo Samuel Vulcan
- Vescovo Ioan Lemeni
- Arcivescovo Spyrydon Lytvynovyč
- Arcivescovo Josyf Sembratowicz
- Cardinale Sylwester Sembratowicz
- Arcivescovo Julian Kuiłovskyi
- Arcivescovo Andrej Szeptycki, O.S.B.M.
- Cardinale Josyp Ivanovyč Slipyj
- Cardinale Ljubomyr Huzar, M.S.U.
- Arcivescovo Ihor Voz'njak, C.SS.R.

La successione apostolica è:
- Arcivescovo Svjatoslav Ševčuk (2009)
- Vescovo Venedykt (Valerij) Aleksijčuk, M.S.U. (2010)

## Curiosità
Il 13 ottobre 2007, ha partecipato alla inaugurazione, a Leopoli, del monumento a Stepan Bandera, politico ucraino capo della Organizzazione dei nazionalisti ucraini e fondatore dell'Esercito Insurrezionale Ucraino.